# Tegallalang

Situación de Tegallalang en el kabupaten de Gianyar.

Tegallalang o Tegal Lalang es un kecamatan (distrito) en el kabupaten de Gianyar, Bali, Indonesia. 
Tegallalang también es un pueblo turístico, con hermosas vistas de los campos de arroz.
Está situado a unos 11 km al norte de Ubud, siendo sus campos de arroz en terrazas, una atracción turística de la zona. Existe una tarifa para entrar a los arrozales.
Según el censo de 2010, el área comprende 61,80 km2 y la población era de 50.625 habitantes; la última estimación oficial (a mediados de 2019) era de 53.760 habitantes.

## Pueblos
Tegallalang comprende 7 pueblos o aldeas (desa), que en orden alfabético, son los siguientes:
1. Kedisan
2. Keliki
3. Kenderan
4. Pupuan
5. Sebatu
6. Taro
7. Tegallalang

## Galería
|                                             |
| Campos de arroz en terrazas en Tegallalang. |

|                                     |
| Atracción turística de Tegallalang. |

|                                       |
| Arrozales aterrazados de Tegallalang. |